# Strefa okołobiegunowa
Strefa okołobiegunowa – strefa ta charakteryzuje się średnimi temperaturami w najcieplejszym miesiącu poniżej 10 °C, opady: głównie śnieg. Dzieli się na klimat subpolarny i klimat polarny. 
Strefa klimatów okołobiegunowych charakteryzuje się długimi zimami. W odmianie kontynentalnej występują najniższe na Ziemi temperatury powietrza. Właśnie na płaskowyżu Antarktydy, na stacji Wostok zanotowano najniższą temperaturę (-89,6 °C). Ponadto w niektórych rejonach strefy klimatów okołobiegunowych obserwuje bardzo wysokie roczne amplitudy temperatury powietrza (ponad 50 °C). W strefie tej występują niewielkie opady, głównie w postaci śniegu.
Występuje na terenach biegunowych i okołobiegunowych. Na terenach lądowych niepokrytych lodem wykształca się tundra. Strefa okołobiegunowa znajduje się głównie na północy Europy i Ameryki Północnej. Opady są tam znikome, lata krótkie i chłodne, a zimy mroźne, długie i siarczyste. W strefie tej żyją zwierzęta, takie jak: zając polarny, rosomak tundrowy, wół piżmowy.